# Praestigia kulczynskii
Praestigia kulczynskii is een spinnensoort in de taxonomische indeling van de hangmatspinnen (Linyphiidae).
Het dier behoort tot het geslacht Praestigia. De wetenschappelijke naam van de soort werd voor het eerst geldig gepubliceerd in 1979 door Kirill Yuryevich Eskov.